# ألفونس دس فورنير
ألفونس دس فورنير هو قاضي وسياسي كندي، ولد في 24 مارس 1893 في ميثيون في الولايات المتحدة، وتوفي في 8 أكتوبر 1961. حزبياً، نشط في الحزب الليبرالي الكندي. وقد انتخب عضو مجلس العموم الكندي.